# Зарайское благочиние
Зарайское благочиние — округ Коломенской епархии Русской православной церкви, объединяющий приходы в пределах городского округа Зарайск Московской области.
В составе округа 24 прихода. Благочинный округа — протоиерей Пётр Спиридонов, настоятель Иоанно-Предтеченского собора в Зарайске.

## Храмы благочиния

### село Апонитищи
- Никольская церковь

### село Большие Белыничи
- Богородице-Рождественская церковь

### село Верхнее Маслово
- Никольская церковь

### село Горное
- Преображенская церковь

### селоЖуравна
- Преображенская церковь

### город Зарайск
- Благовещенская церковь
- Ильинская церковь
- Иоанно-Предтеченский собор
- Казанская церковь
- Никольский собор
- Троицкая церковь

### село Зименки
- Покровская церковь
- Троицкая церковь

### село Злыхино
- Покровская церковь

### село Ильицыно
- Спасская церковь

### село Карино
- Смоленская церковь

### село Клин-Бельдин
- Благовещенская церковь

### село Куково
- Успенская церковь

### деревняМишино
- Никольская церковь[2]

### село Моногарово
- Свято-Духовская церковь

### селоПронюхлово
- Христорождественская церковь

### село Никитино
- Преображенская церковь

### село Прудки
- Богородицерождественская церковь

### село Радушино
- Богородицерождественская церковь

### село Рожново
- Успенская церковь
- Церковь иконы Божией Матери «Всех скорбящих Радость»

### село Струпна
- Преображенская церковь

### село Чернево
- Одигитриевская церковь[3]

## Канцелярия благочиния
Московская область, город Зарайск, Церковь святителя Николая, площадь Пожарского, д.13.Телефон (496) 662 57 41
.